# (8511) 1991 PY10
A (8511) 1991 PY10 a Naprendszer kisbolygóövében található aszteroida. Henry E. Holt fedezte fel 1991. augusztus 7-én.